# Evergestis limbata
Evergestis limbata là một loài bướm đêm thuộc họ Crambidae. Loài này có ở châu Âu.

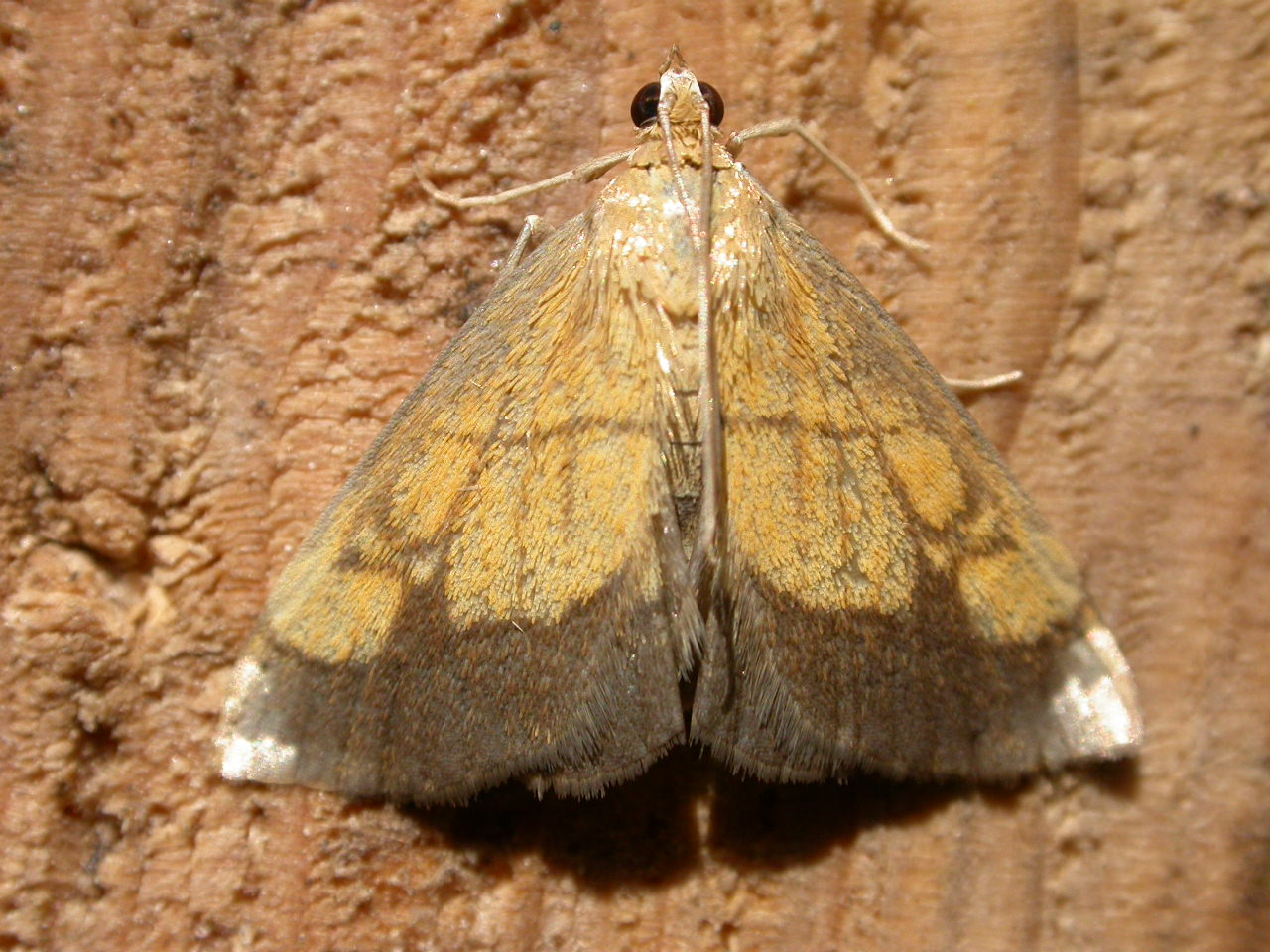

Sải cánh dài 20–23 mm. Con trưởng thành bay từ tháng 6 đến tháng 8 tùy theo địa điểm.
Ấu trùng ăn các loài Brassicaceae, such as Garlic Mustard và Hedge mustard.

## Hình ảnh

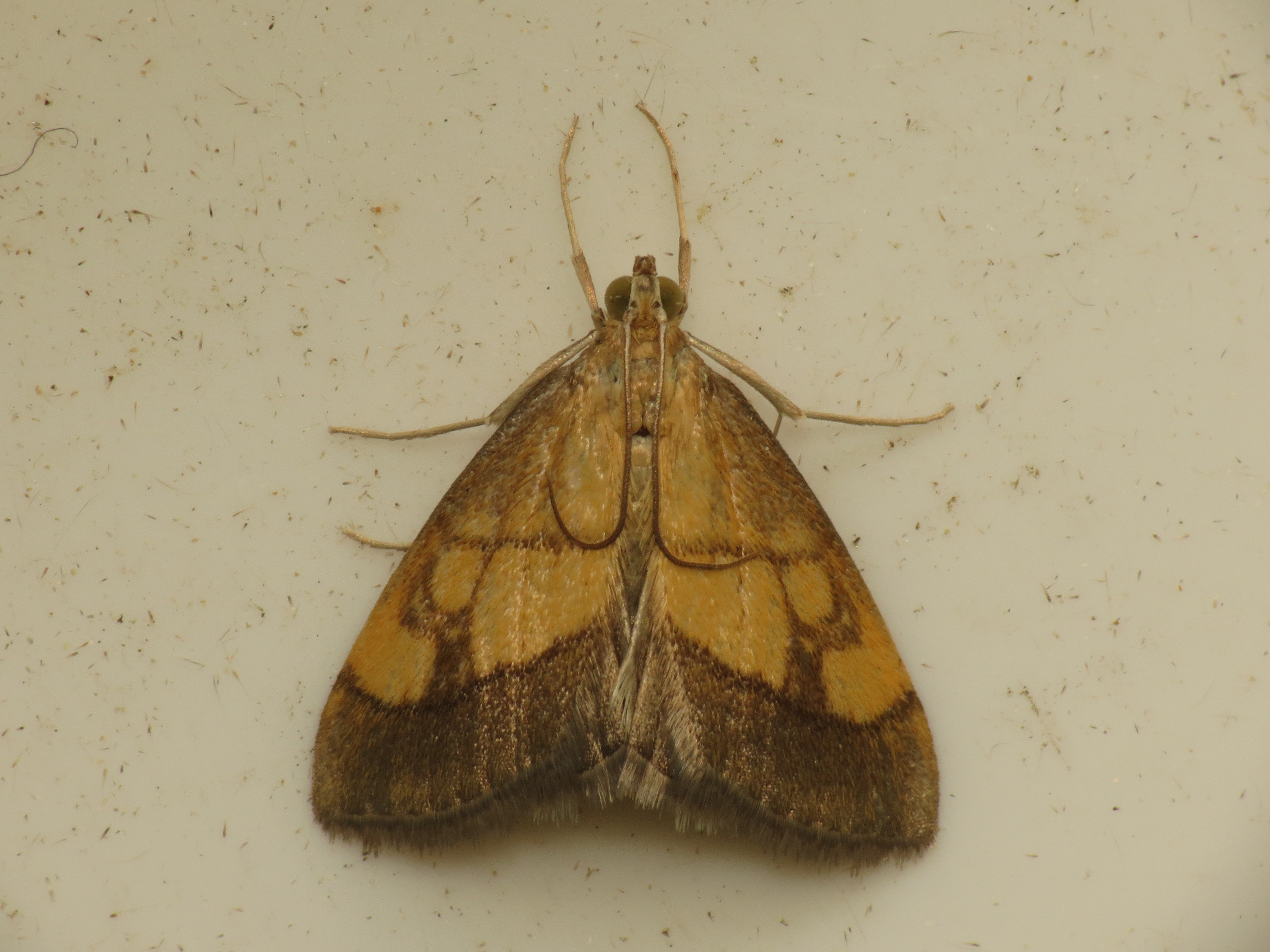
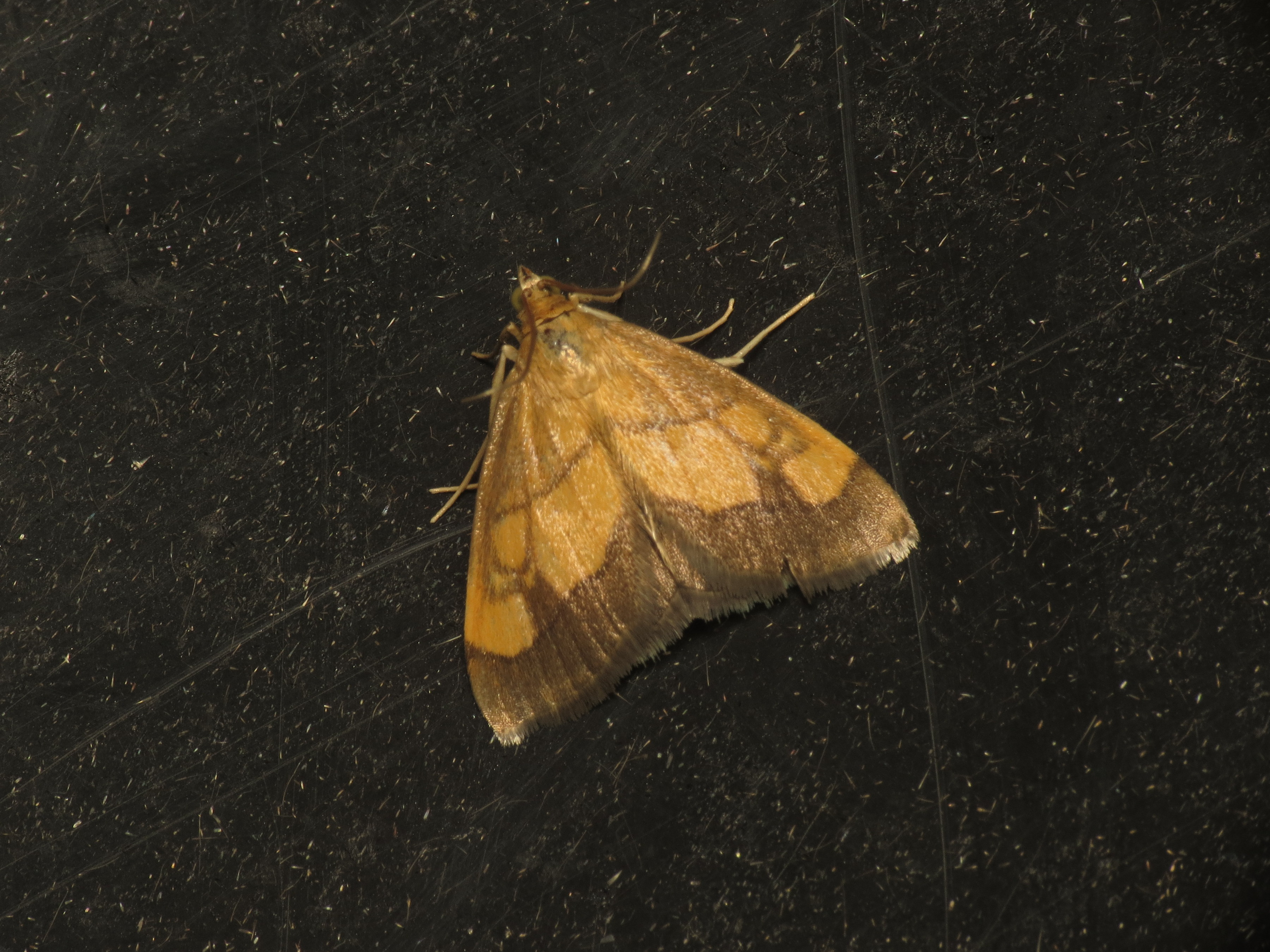
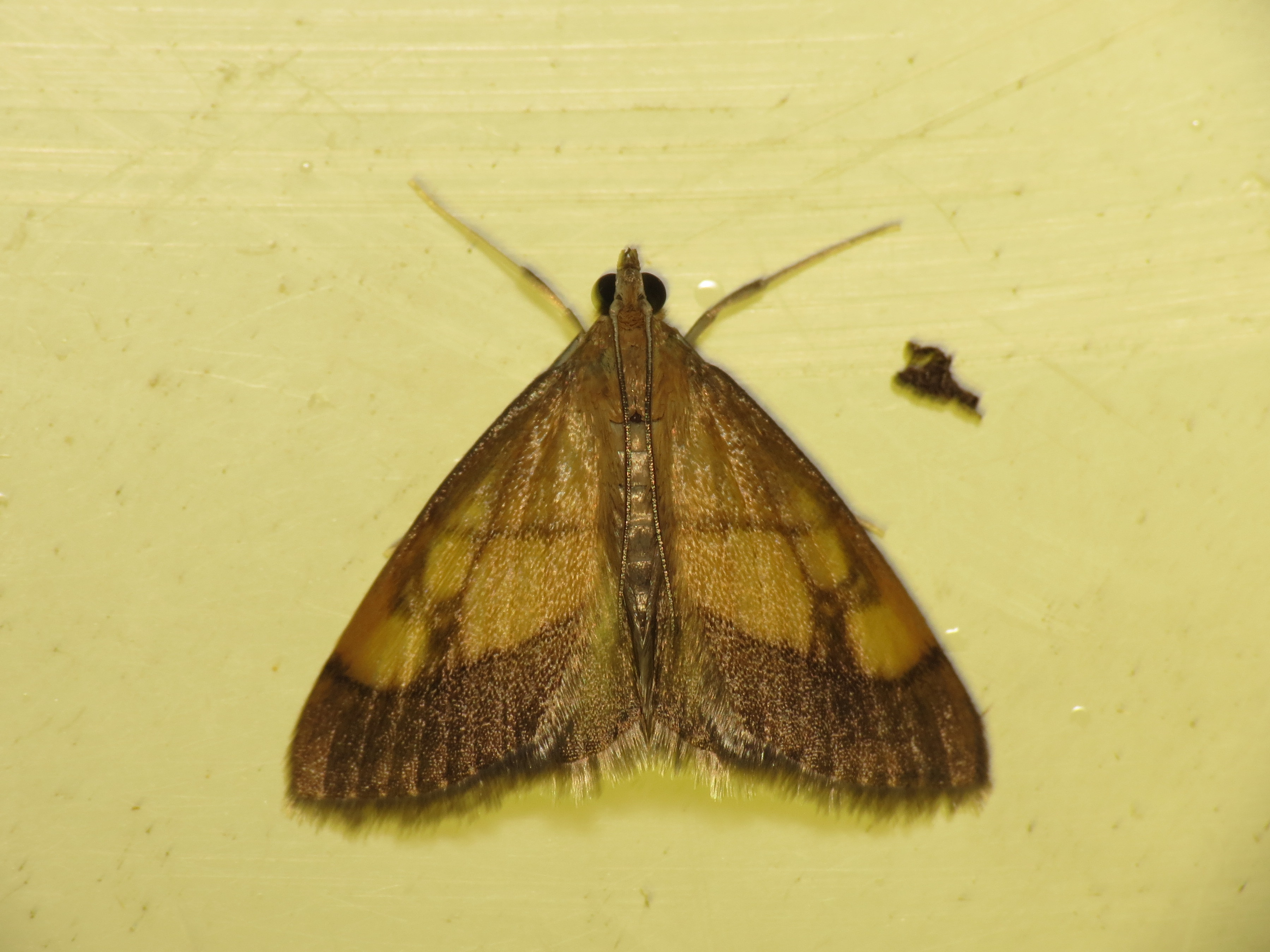
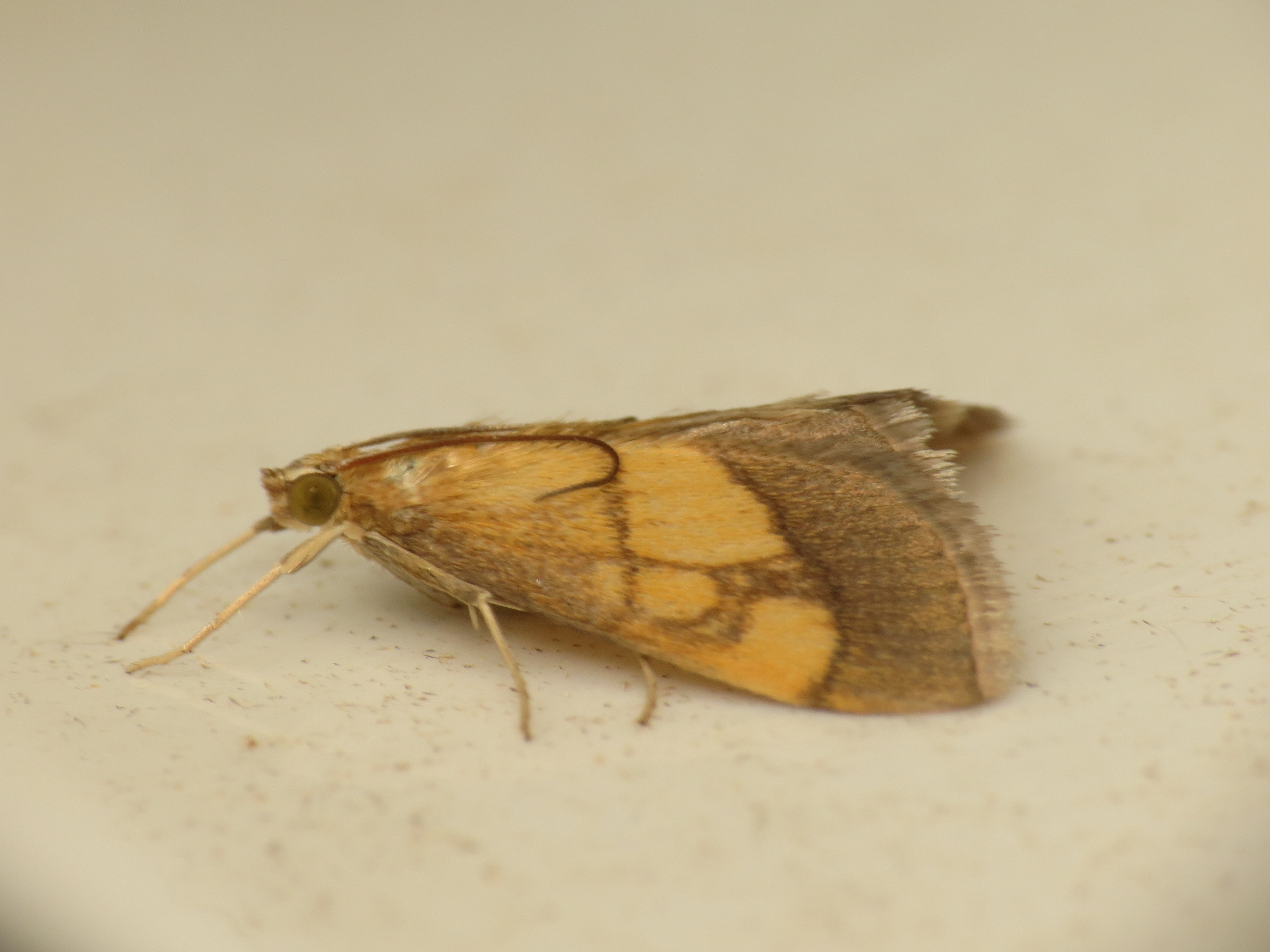